# Cèsar I d'Este

Escut d'armes de la Casa d'Este.

Cèsar I d'Este, també anomenat Cèsar I de Mòdena, (Ferrara, Ducat de Ferrara 1552 - Mòdena, Ducat de Mòdena 1628) fou un membre de la Casa d'Este que va esdevenir Duc de Mòdena entre 1597 i 1628.

## Orígens familiars
Va néixer el 8 d'octubre de 1552 a la ciutat de Ferrara sent fill del príncep Alfons d'Este i Juliana della Rovere. Fou net per línia paterna del duc Alfons I d'Este i la seva amistançada Laura Dianti, i per línia materna del duc Francesc Maria I della Rovere i Elionor Gonzaga.

## Núpcies i descendents

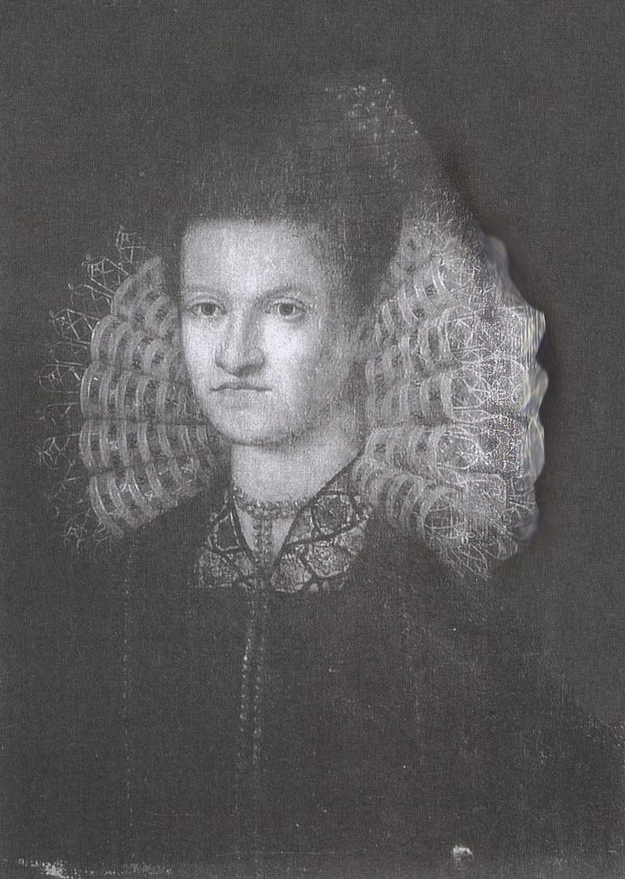
Imatge de Virgínia de Mèdici.

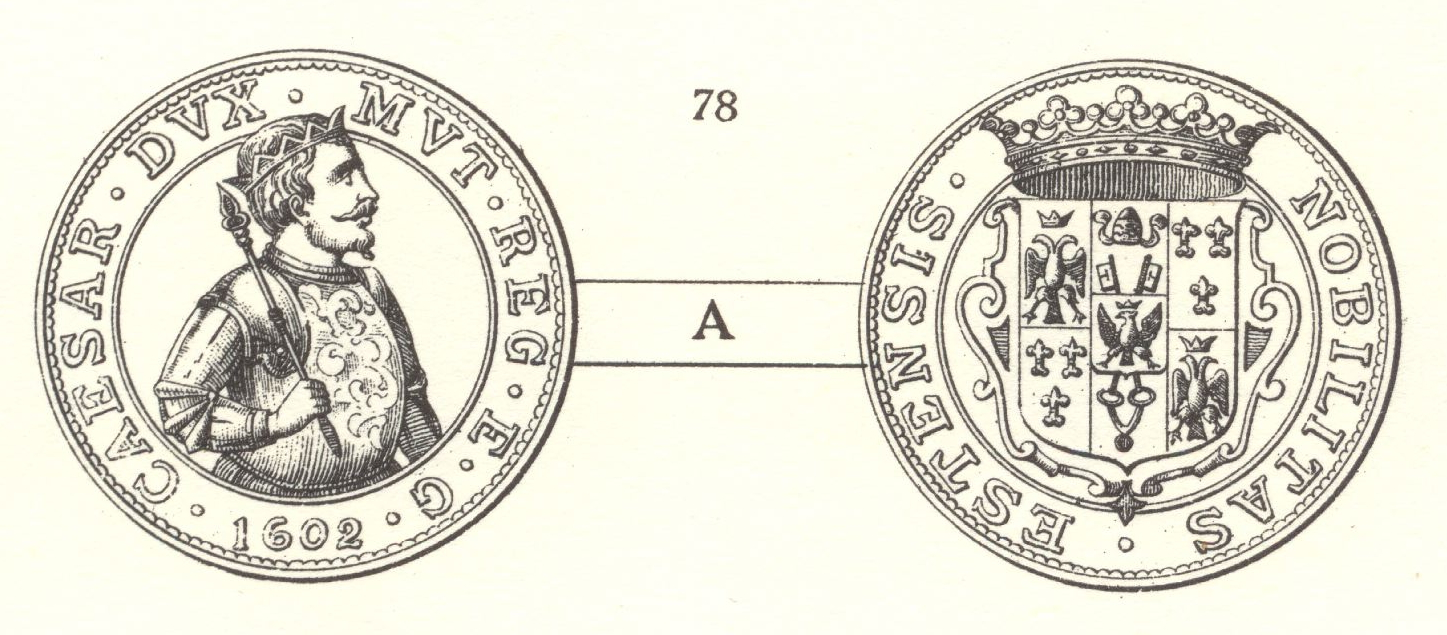
Escut encunyat per Cèsar I d'Este.

Es casà el 6 de febrer de 1586 amb Virgínia de Mèdici, filla de Cosme I de Mèdici i Camilla Martelli. D'aquesta unió nasqueren:
- Júlia d'Este (1588-1645)
- Alfons III d'Este (1591-1644), duc de Mòdena
- Lluís d'Este (1594-1664), senyor de Montecchio i Scandiano
- Laura d'Este (1594-1630)
- Caterina d'Este (1595-1618)
- Hipòlit d'Este (1599-1647)
- Nicolau d'Este (1601-1640)
- Borso d'Este (1605-1657)
- Foresto d'Este (1606-1640)
- Àngela Caterina d'Este (?-1651), religiosa

## Ascens al poder
Quan Alfons II d'Este morí sense descendència l'octubre de 1597 Cèsar fou nomenat hereu del seu cosí. La legitimitat de la successió va ser reconeguda per l'emperador Rodolf II del Sacre Imperi Romanogermànic però no pel papa Climent VIII, motiu pel qual el Ducat de Ferrara, nominalment feu papal, fou retribuïda als Estats Pontificis.
Cèsar I d'Este intentà aconseguí el suport de les potències del moment per mantenir la uniformitat del seu territori, però sense aconseguir l'ajuda esperada tan sols aconseguir mantenir el Ducat de Mòdena, convertint la ciutat del mateix nom amb la capital del ducat. El 30 de gener de 1598 fou rebut pels seus ciutadans, si bé hagué d'afrontar problemes en el palau ducal, la relació entre la noblesa del Ducat de Ferrara que havia arribat amb ell amb la noblesa del Ducat de Mòdena i finalment la lluita amb al Ducat de Lucca per la Garfagnana.
Morí l'11 de desembre de 1628 a la seva residència de Mòdena.